# 45-й калібр
«45-й калібр» (англ. .45) — американський художньо-біографічний фільм режисера Гарі Леннона. Слоган фільму: «Любов під прицілом».

## Опис фільму
Подружня пара схожа на Бонні і Клайда замішана в дрібних махінаціях, що відбуваються в Нью-Йоркському районі «Пекельна кухня» на Манхеттені в середині 1970-х років.

## Актори
- Мілла Йовович
- Енгус МакФадьєн
- Стівен Дорфф
- Аїша Тайлер
- Сара Стрейндж
- Вінсент Лареска
- Тоні Манч
- Кей Хоутрі
- Джон Робінсон
- Тім Еддіс

| Фільми | Це незавершена стаття про кінофільм. Ви можете допомогти проєкту, виправивши або дописавши її. |